# Schellenring

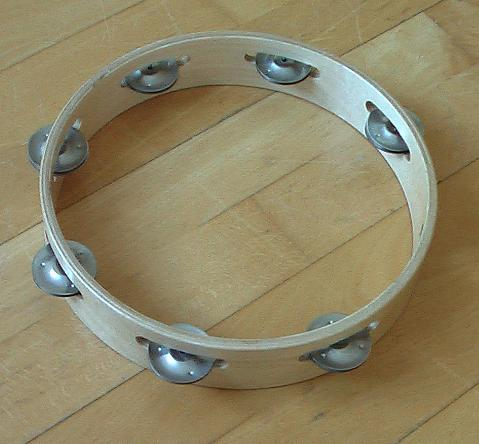
Schellenring

Ein Schellenring, Schellenreif oder Schellenkranz (englisch jingle ring oder headless tambourine) ist ein mittelbar geschlagenes Idiophon (Selbstklinger). Mehrere Gruppen von metallenen Klangkörpern schlagen gegeneinander, wenn sie durch eine Schüttelbewegung des Spielers angeregt werden. Nach der Hornbostel-Sachs-Systematik gehört der Schellenring zu den Stabrasseln.
Der Schellenring besteht aus einem Reif aus Holz oder einem anderen Material, der mit Schellen meist in Form von paarweise angeordneten Metallplättchen (Zimbeln) besetzt ist. Im Unterschied zu Rahmentrommeln mit Schellen wie dem Tamburin ist der Schellenring nicht mit einem Fell bespannt. Im Englischen wird der Schellenring daher auch als headless tambourine (etwa „membranloses Tamburin“, gelegentlich nur tambourine) bezeichnet. Der Klang ist laut und metallisch-hell.

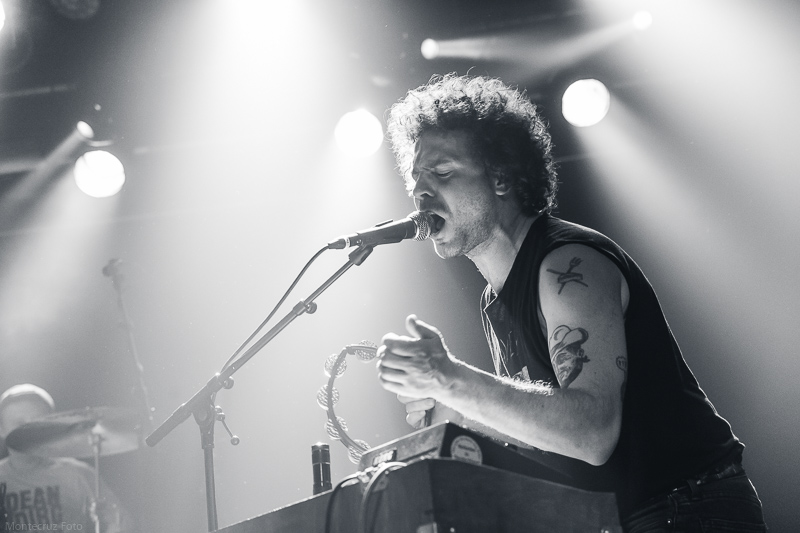
Gesang und Schellenring bei der Punkband Pisse (2018)

Das Einsatzgebiet als rhythmisches Begleitinstrument ist vielfältig und reicht von Pop- und Rockmusik, wo er oft vom Frontmann/Sänger benutzt wird, bis zu lateinamerikanischen Musikstilen wie Samba oder Salsa. Außerdem sind Schellenringe bei Kindern in der musikalischen Früherziehung nach dem Orff-Schulwerk in der Schule und Musikschule, ferner in der Hausmusik beliebt.
Ebenfalls zu den Stabrasseln zählt das Sistrum, während bei den Rahmenrasseln die Klangkörper nicht primär gegeneinander, sondern gegen den Rahmen schlagen.